# Faucogney-et-la-Mer
Faucogney-et-la-Mer là một xã thuộc tỉnh Haute-Saône trong vùng Bourgogne-Franche-Comté phía đông nước Pháp.